# (18818) Yasuhiko
(18818) Yasuhiko est un astéroïde de la ceinture principale.

## Description
(18818) Yasuhiko est un astéroïde de la ceinture principale. Il fut découvert le 21 juin 1999 à Nanyo par Tomimaru Okuni. Il présente une orbite caractérisée par un demi-grand axe de 2,29 UA, une excentricité de 0,14 et une inclinaison de 6,1° par rapport à l'écliptique.

## Compléments